# بوم‌شناسی ژرف‌نگر
بوم‌شناسی ژرف‌نگر یا اکولوژی عمیق (انگلیسی: Deep ecology) جهان‌بینی یا مجموعه‌ای از باورها است که تغییر عمده در نگرش‌ها و ارزش‌ها و رفتارهای انسان را لازم می‌داند و ضمن نفی انسان‌محوری، کنش فردی را به‌سمت حمایت از طبیعت و بهبود محیط زیست سوق می‌دهد.
بوم‌شناسی ژرف‌نگر فلسفه محیط زیست است که ارزش ذاتی همه موجودات زنده را بدون توجه به کاربرد ابزاری آنها برای نیازهای انسانی، و بازسازی جوامع بشری مدرن مطابق با چنین ایده‌هایی ارتقا می‌دهد. اکولوژی عمیق استدلال می‌کند که محیط زیست مجموعه‌ای از روابط است که در آن وجود موجودات وابسته به وجود دیگران در بوم‌سازگان است و استدلال می‌کند که دخالت غیرحیاتی انسان یا تخریب جهان طبیعی، نه تنها برای انسان بلکه برای همه موجودات تشکیل‌دهنده نظم طبیعی تهدیدی است.
اصل اصلی بوم‌شناسی عمیق این باور است که محیط زندگی به عنوان یک کل باید مورد احترام قرار گیرد و به عنوان دارای حق اساسی اخلاقی و قانونی برای زندگی و شکوفایی تلقی شود، فارغ از مزایای ابزاری آن برای استفاده انسان. اکولوژی عمیق اغلب بر اساس ایده اجتماعی بسیار گسترده‌تر تنظیم می‌شود. جوامع گوناگونی از حیات روی زمین را به رسمیت می‌شناسد که نه تنها از طریق عوامل زیستی، بلکه، در صورت لزوم، از طریق روابط اخلاقی، یعنی ارزش گذاری موجودات دیگر به عنوان چیزی فراتر از منابع صرف، تشکیل شده‌اند. این به عنوان «عمیق» توصیف می‌شود زیرا به نظر می‌رسد عمیق‌تر به واقعیت رابطه بشر با جهان طبیعی نگاه می‌کند و به نتایج فلسفی عمیق‌تری نسبت به محیط زیست‌گرایی جریان اصلی می‌رسد. این جنبش از انسان‌محوری زیست‌محیطی (که با حفظ محیط زیست صرفاً برای بهره‌برداری توسط و برای اهداف انسانی سروکار دارد) موافق نیست، زیرا بوم‌شناسی عمیق مبتنی بر مجموعه‌ای از مفروضات فلسفی متفاوت است. اکولوژی عمیق کل‌نگری از جهانی را که انسان‌ها در آن زندگی می‌کنند را دربر می‌گیرد و می‌کوشد این درک را که بخش‌های مجزای اکوسیستم (از جمله انسان‌ها) به عنوان یک کل عمل می‌کنند، در زندگی به کار گیرد. این فلسفه به اصول اصلی جنبش زیست‌محیطی و [سیاست‌های سبز] مختلف می‌پردازد و از سیستم اخلاق زیست‌محیطی دفاع از طبیعت وحش سیاست‌های غیراجباری تشویق‌کننده برنامه‌ریزی جمعیت انسانی و ساده‌زیستی حمایت می‌کند.

## منشأ
آرنه نس در مقاله اولیه اکولوژی عمیق خود در سال ۱۹۷۳، اظهار داشت که از بوم‌شناسی‌هایی که در حال مطالعه اکوسیستم‌های سراسر جهان بودند الهام گرفته است. آرنه نس همچنین روشن کرد که او احساس می‌کند انگیزه واقعی برای "طبیعت آزاد" معنوی و شهودی است. او گفت: "انگیزه شما از دیدگاه کلی شما یا نظرات فلسفی و مذهبی شما ناشی می‌شود، به طوری که احساس می‌کنید، وقتی به نفع طبیعت آزاد کار می‌کنید، برای چیزی در درون خود کار می‌کنید، که … نیاز به تغییر دارد؛ بنابراین شما از چیزی که من «موضوعات عمیق‌تر» می‌نامم انگیزه دارید.
در مقاله‌ای در سال ۲۰۱۴، جورج سشنز، دوستدار محیط زیست، سه فرد فعال در دهه ۱۹۶۰ را شناسایی کرد که آنها را پایه و اساس جنبش می‌دانست: نویسنده و حافظ محیط زیست ریچل کارسون، محیط بان دیوید بروور و زیست‌شناس پال آر. ارلیک. سشنز انتشار کتاب اصلی کارسون در سال ۱۹۶۲ «بهار خاموش» را به عنوان آغاز جنبش اکولوژی عمیق معاصر می‌داند.آرنه نس همچنین کارسون را مبتکر این جنبش می‌دانست و پس از مواجهه با نوشته‌هایش گفت: «یافتم! آن را پیدا کردم». وقایع دیگری در دهه ۱۹۶۰ که به عنوان پایه‌ای برای جنبش پیشنهاد شده‌اند، تشکیل صلح سبز و تصاویر شناور زمین در فضا توسط فضانوردان آپولو است.

## اصول
اکولوژی عمیق، پذیرایی از ایده‌های اکولوژیکی و اخلاق زیست‌محیطی را پیشنهاد می‌کند (یعنی پیشنهادهایی در مورد چگونگی ارتباط انسان با طبیعت) همچنین یک جنبش اجتماعی است که بر اساس یک بینش کل‌نگر از جهان است. بوم‌شناسان عمیق معتقدند که بقای هر بخشی، به رفاه کل بستگی دارد و روایت برتری انسان را مورد انتقاد قرار می‌دهند، که به گفته آنها ویژگی بیشتر فرهنگ‌ها در طول فرگشت بشر نبوده است. بوم‌شناسی عمیق، به جای دیدگاه انسان‌محور که در جدیدترین شکل خود توسط فیلسوفان عصر روشنگری، مانند آیزاک نیوتن، فرانسیس بیکن و رنه دکارت توسعه یافته است، دیدگاهی اکومحوری (طبیعت‌محوری) ارائه می‌کند. طرفداران اکولوژی عمیق با این روایت که انسان از طبیعت جداست، متولی طبیعت است یا مباشر طبیعت است، مخالفند. یا اینکه طبیعت به عنوان منبعی برای بهره‌برداری آزادانه است. آنها به این واقعیت استناد می‌کنند که مردم بومی در طول تاریخ از محیط زیست خود بهره‌برداری کمتری کرده‌اند و جامعه‌ای پایدار را برای هزاران سال حفظ کرده‌اند، به عنوان شاهدی بر این که جوامع بشری لزوماً طبیعتاً ویرانگر نیستند. آنها معتقدند که پارادایم ماتریالیستی کنونی باید جایگزین شود - همان‌طور که نس خاطرنشان کرد، این امر بیش از خلاص شدن از شر سرمایه‌داری و مفهوم رشد اقتصادی یا «پیشرفت» را شامل می‌شود، که به شدت زیست کره زمین را به خطر می‌اندازد. او گفت: «ما به تغییراتی در جامعه نیاز داریم که عقل و احساس پشتیبان یکدیگر باشند. نه تنها یک تغییر در یک سیستم تکنولوژیکی و اقتصادی، بلکه تغییری که تمام جنبه‌های اساسی جوامع صنعتی را تحت تأثیر قرار می‌دهد. منظور من از تغییر «سیستم» این است. اکولوژیست‌های عمیق معتقدند که آسیب‌های وارد شده به سیستم‌های طبیعی از زمان انقلاب صنعتی اکنون خطر فروپاشی اجتماعی و انقراض احتمالی انسان‌ها را تهدید می‌کند و در تلاش هستند تا تغییرات ایدئولوژیک، اقتصادی و تکنولوژیکی را که نس به آنها اشاره کرد، ایجاد کنند. اکولوژی عمیق ادعا می‌کند که [بوم‌سازگان] می‌توانند آسیب را فقط در پارامترهای خاصی جذب کنند و مدعی است که تمدن تنوع زیستی زمین را به خطر می‌اندازد. اکولوژیست‌های عمیق پیشنهاد کرده‌اند که جمعیت انسانی باید به میزان قابل توجهی کاهش یابد، اما از کاهش تدریجی جمعیت به جای هر راه حل آخرالزمانی حمایت می‌کنند.: 88  در مصاحبه‌ای در سال ۱۹۸۲، آرن نس اظهار داشت که جمعیت جهانی ۱۰۰ میلیون نفری (۰٫۱ میلیارد) مطلوب است. با این حال، دیگران استدلال کرده‌اند که جمعیت ۱ تا ۲ میلیاردی با جهان‌بینی عمیق اکولوژیکی سازگار است. اکولوژی عمیق از سیاست سنتی جناح راست چپ گریزان است، اما در مخالفت با سرمایه‌داری و حمایت از یک پارادایم بوم‌شناختی به عنوان رادیکال («سبز عمیق») در نظر گرفته می‌شود. برخلاف حفاظت، اکولوژی عمیق از حفظ کنترل شده پایگاه خشکی حمایت نمی‌کند، بلکه از «عدم تداخل» با تنوع طبیعی به جز برای نیازهای حیاتی حمایت می‌کند. بوم‌شناسان عمیق با ذکر این موضوع که «انسان» مسئول تخریب بیش از حد محیط زیست هستند، در واقع به «انسان درون تمدن، به ویژه تمدن صنعتی» اشاره می‌کنند و این واقعیت را می‌پذیرند که اکثریت قریب به اتفاق انسان‌هایی که تاکنون زندگی کرده‌اند در جوامع مخرب زیست‌محیطی زندگی نکرده‌اند. صدمات بیش از حد به زیست‌کره، بیشتر در صد سال گذشته پدید آمده است.
در سال ۱۹۸۵، بیل دیوال و جورج سشنز درک خود از مفهوم اکولوژی عمیق را با هشت اصل زیر خلاصه کردند:
- بهروزی زندگی انسانی و غیرانسانی روی زمین صرف نظر از ارزشی که برای انسان دارد، دارای ارزش ذاتی است.
- تنوع شکل‌های زندگی بخشی از این ارزش است.
- انسان حق ندارد از این تنوع بکاهد مگر برای رفع نیازهای حیاتی انسان
- شکوفایی زندگی انسانی و غیرانسانی با کاهش چشمگیر جمعیت انسانی سازگار است.
- انسان‌ها تا حد بحرانی در طبیعت مداخله کرده‌اند و مداخله آنها در حال شدیدتر و بدتر شدن است.
- سیاست‌ها باید تغییر کنند و بر ساختارهای فعلی اقتصادی، فناوری و ایدئولوژیک تأثیر بگذارند.
- این تغییر ایدئولوژیک باید به جای پایبندی به استانداردهای زندگی که به‌طور فزاینده‌ای بالا می‌رود، بر قدردانی از کیفیت زندگی متمرکز شود.
- کلیه موافقان اصول فوق موظف به اجرای آن هستند.

## توسعه

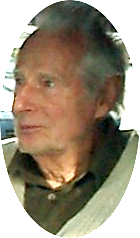
آرنه نس در سال ۲۰۰۳

عبارت «اکولوژی عمیق» اولین بار در مقاله ای در سال ۱۹۷۳ توسط فیلسوف نروژی آرنه نس ظاهر شد. نس به «اصول برابری طلبی زیست کره» اشاره کرد که توضیح داد که «به‌طور شهودی» است. بدیهیات ارزشی روشن و بدیهی محدودیت آن به انسان… انسان‌محوری با اثرات مخرب بر کیفیت زندگی خود انسان همراه است… تلاش برای نادیده گرفتن وابستگی ما به طبیعت و ایجاد نقش ارباب-برده به بیگانگی انسان از خود کمک کرده است. نس اضافه کرد که «از نقطه نظر اکولوژیکی عمیق حق همه اشکال [حیات] برای زندگی یک حق جهانی است که نمی‌توان آن را کمیت کرد. هیچ گونه موجود زنده‌ای بیش از هر گونه دیگری از این حق خاصی برای زندگی برخوردار نیست.» همان‌طور که برون تیلور و مایکل زیمرمن نقل کرده‌اند،
یک رویداد کلیدی در توسعه اکولوژی عمیق، کنفرانس «حقوق طبیعت غیرانسانی» بود که در کالجی در کلرمونت، کالیفرنیا در سال ۱۹۷۴ برگزار شد که توجه بسیاری از کسانی را که معماران فکری اکولوژی عمیق تبدیل شدند را به خود جلب کرد. اینها شامل «جورج سشنز» بود که مانند نس از همه‌خدایی اسپینوزا استفاده کرد و بعداً با بیل دیوال کتاب «بوم‌شناسی عمیق - زندگی به‌گونه‌ای که طبیعت اهمیت دارد» را نوشت. گری اسنایدر، که «جزیره لاک‌پشت» برنده جایزه پولیتزر، ارزش معنویت‌های مکان‌محور، فرهنگ‌های بومی، و ادراکات آنیمیستی را اعلام کرد. ایده‌هایی که در خرده فرهنگ‌های اکولوژیکی عمیق محور و مرکز قرار می‌گیرند. و پل شپرد، که در گوشتخوار لطیف و بازی مقدس، و آثار بعدی مانند طبیعت و جنون و بازگشت به خانه به دوران پلیستوسن، استدلال کردند که جوامع شکارچی-جستجوگر از نظر زیست‌محیطی برتر و از نظر عاطفی سالم‌تر از جوامع کشاورزی هستند. شپرد و اسنایدر به ویژه از نظر کیهان‌شناسی نظری را ارائه کردند که سقوط بشریت از بهشت طبیعی و بکر را توضیح می‌داد. همچنین بازی یک‌نفره صحرا ادوارد ابی بسیار تأثیرگذار بود، که صحرا را مکانی مقدس می‌دانست که به‌طور منحصربه‌فردی می‌تواند درک درست و غیرانسان‌محورانه‌ای از ارزش طبیعت را در مردم برانگیزد. در اوایل دهه ۱۹۷۰، موارد فوق پایه‌های فکری اکولوژی عمیق را ایجاد کردند.

## منابع

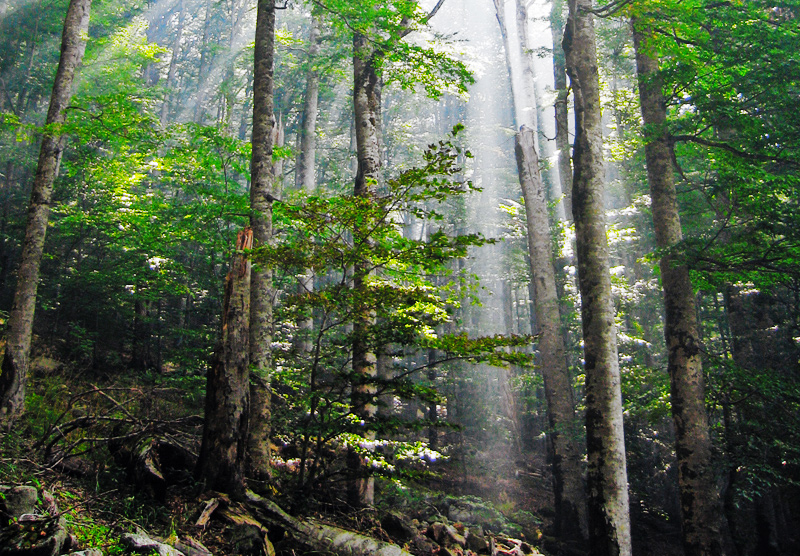
جنگل کهن‌رشد در پارک ملی بیوگرادسکا گورا، مونته‌نگرو

## جنبه‌ها

### آموزش محیط زیست
در سال ۲۰۱۰، ریچارد کان جنبش اکوپداگوژی را ترویج کرد، و استفاده از فعالیت‌های رادیکال زیست‌محیطی را به عنوان یک اصل آموزشی برای آموزش دانش‌آموزان برای حمایت از «دموکراسی زمین» که حقوق حیوانات، گیاهان، قارچ‌ها، جلبک‌ها و باکتری‌ها را ترویج می‌کند، پیشنهاد کرد. زیست‌شناس استفان هاردینگ مفهوم «علم کل نگر» را بر اساس اصول اکولوژی و اکولوژی عمیق توسعه داده است. برخلاف علم ماتریالیستی و تقلیل گرایانه، علم کل نگر به مطالعه سیستم‌های طبیعی به عنوان یک کل زنده می‌پردازد. او می‌نویسد:
ما دانش‌آموزان را تشویق می‌کنیم که از حس تعلق [خود] به یک جهان هوشمند (که با تجربه عمیق آشکار می‌شود)، برای زیر سؤال بردن عمیق باورهای اساسی خود و برای تبدیل این باورها به تصمیمات، سبک زندگی و اعمال شخصی استفاده کنند. تأکید بر عمل مهم است. این همان چیزی است که اکولوژی عمیق را به اندازه یک فلسفه به یک جنبش تبدیل می‌کند.

### معنویت
اکولوژیست و فیزیکدان عمیق فریجوف کاپرا گفته است که «اکولوژی [عمیق] و معنویت اساساً به هم مرتبط هستند زیرا آگاهی عمیق بوم شناختی در نهایت آگاهی معنوی است. آرن نس اظهار داشت که او از آثار اسپینوزا و گاندی الهام گرفته است، هر دوی آنها ارزش‌های خود را بر اساس احساس و تجربه مذهبی بنا کرده‌اند. اگرچه او بوم‌شناسی عمیق را فلسفه‌ای معنوی می‌دانست، اما توضیح داد که به معنای پیروی از هر مقاله خاصی از جزم‌های دینی، «مؤمن» نیست. او گفت: «بسیار درست است که بگوییم گاهی من را مذهبی یا روحانی خطاب کرده‌اند، زیرا معتقدم موجودات زنده ارزش ذاتی خود را دارند و همچنین شهود اساسی در مورد آنچه ناعادلانه است وجود دارد.
نس سنت یهودی-مسیحی را مورد انتقاد قرار داد و گفت: «غرور کتاب مقدس مباشرت در ایده برتری است که زیربنای این تفکر است که ما وجود داریم تا مانند یک واسطه بسیار محترم بین طبیعت مراقب خالق آفرینش و طبیعت باشیم.» نس بیشتر از دیدگاه اصلاحات در مورد خلقت به عنوان دارایی که باید حداکثر استفاده مولد را به کار برد، انتقاد می‌کند.
با این حال، نس اضافه کرد که در حالی که احساس می‌کرد کلمه «خدا» «بیش از حد مملو از ایده‌های از پیش تعیین‌شده» است، ایده اسپینوزا در مورد خدا را به عنوان «غیر قابل‌ وجود» - «یک نیروی خلاق واحد» پذیرفت. نیروی خلاق در طبیعت او گفت: «این احتمال را که اصول الهیات مسیحی به معنای خاصی صادق است را رد نکرد…»
جوانا میسی در «کاری که دوباره به هم وصل می‌شود» فلسفه بودایی را با یک دیدگاه اکولوژیکی عمیق ادغام می‌کند.

## انتقادها

### سوگیری اروپامرکزی
گوها و مارتینز آلیر چهار ویژگی تعیین‌کننده اکولوژی عمیق را نقد می‌کنند. اول، از آنجایی که اکولوژیست‌های عمیق معتقدند که جنبش‌های زیست‌محیطی باید از رویکردی انسان‌محور به رویکردی اکومرکزی تغییر کند، آن‌ها نمی‌توانند دو بحران زیست‌محیطی اساسی‌ای را که جهان با آن مواجه است، تشخیص دهند: مصرف بیش از حد در شمال جهانی و افزایش نظامی‌سازی. دوم، تأکید اکولوژی عمیق بر بیابان، انگیزه ای برای اشتیاق امپریالیستی غرب فراهم می‌کند. سوم، بوم‌شناسی عمیق سنت‌های شرقی را به خود اختصاص می‌دهد، باورهای معنوی شرقی را یکپارچه توصیف می‌کند و عاملیت را برای مردم شرقی انکار می‌کند. و چهارم، از آنجا که اکولوژی عمیق حفاظت از محیط زیست را با حفاظت از طبیعت وحشی برابر می‌داند، عناصر رادیکال آن در جنبش حفاظت از طبیعت آمریکا محدود می‌شوند.
در حالی که اکولوژیست‌های عمیق می‌پذیرند که مصرف بیش از حد و نظامی‌سازی موضوعات اصلی هستند، آنها اشاره می‌کنند که انگیزه نجات طبیعت وحشی شهودی است و هیچ ارتباطی با امپریالیسم ندارد. این ادعای گوها و مارتینز آلیر، به ویژه، شباهت زیادی به اظهاراتی دارد که به عنوان مثال، رئیس‌جمهور برزیل، ژائیر بولسونارو، حق برزیل برای قطع جنگل‌های آمازون را اعلام کرد. آمازون متعلق به برزیل است و کشورهای اروپایی می‌توانند به تجارت خود فکر کنند زیرا قبلاً محیط زیست خود را تخریب کرده‌اند. این استنباط به وضوح نشان دهندهٔ است که از آنجایی که کشورهای اروپایی قبلاً محیط زیست خود را تخریب کرده‌اند، برزیل نیز این حق را دارد: ارزش‌های عمیق زیست‌محیطی نباید در مورد آنها اعمال شود، زیرا آنها هنوز «نوبت» خود را به حداکثر رشد اقتصادی نرسیده‌اند.
آرن نیس در رابطه با «تخصیص باورهای معنوی» اشاره کرد که جوهر بوم‌شناسی عمیق این باور است که «همه موجودات زنده ارزش ذاتی خود را دارند، ارزشی صرف نظر از استفاده ای که ممکن است برای نوع بشر داشته باشند». نس عنوان کرد حامیان جنبش اکولوژی عمیق از سنت‌های مذهبی و معنوی مختلف برخاسته‌اند و در این عقیده متحد بوده‌اند، هرچند آن را بر اساس ارزش‌های مختلف مختلف بنا کنند.

### شناخت علایق غیرانسانی
فعالان حقوق جانوران بیان می‌کنند که برای اینکه یک نهاد حقوق ذاتی را طلب کند، باید منافعی داشته باشد. اکولوژیست‌های عمیق به خاطر اصرار آنها مورد انتقاد قرار می‌گیرند که می‌توانند به نحوی افکار و علایق غیرانسان‌ها مانند گیاهان یا پروتیست‌ها را درک کنند، که به ادعای آن‌ها به این ترتیب ثابت می‌کند که اشکال حیات غیرانسانی دارای هوش هستند. به عنوان مثال، یک باکتری تک سلولی ممکن است به سمت یک تحریک شیمیایی خاص حرکت کند، اگرچه چنین حرکتی ممکن است به‌طور منطقی توضیح داده شود، یک اکولوژیست عمیق ممکن است بگوید که همه اینها نامعتبر است زیرا با توجه به "درک بهتر او" از موقعیت، قصد فرموله شده توسط این باکتری خاص از تمایل عمیق آن برای موفقیت در زندگی مطلع شد. یکی از انتقادات به این باور این است که منافعی که یک اکولوژیست عمیق به موجودات غیرانسانی مانند بقا، تولید مثل، رشد و شکوفایی نسبت می‌دهد، واقعاً منافع انسانی است. بوم شناسان عمیق این انتقاد را رد می‌کنند و ابتدا اشاره می‌کنند که "بقا" "تولید مثل" "رشد" و "شکوفایی" ویژگی‌های پذیرفته شده برای همه موجودات زنده هستند: "موفقیت در زندگی" بسته به اینکه "موفقیت" را چگونه تعریف می‌کند. مطمئناً به عنوان هدف تمام زندگی تعبیر می‌شود. علاوه بر این، انبوهی از کارهای اخیر در محاکات. توماس ناگل پیشنهاد می‌کند، "افراد نابینا می‌توانند اشیاء نزدیک خود را با استفاده از یک سونار، با استفاده از کلیک‌های صوتی یا ضربه‌های عصا تشخیص دهند. شاید اگر کسی می‌دانست که چگونه است، می‌توانست تقریباً تصور کند که چگونه است. مانند داشتن سونار بسیار تصفیه شده خفاش بود. دیگرانی مانند دیوید آبرام اشاره کرده‌اند که آگاهی مختص انسان نیست، بلکه ویژگی کلیت جهان است که انسان مظهر آن است.

### عمق
زمانی که آرنه نس واژه «اکولوژی عمیق» را ابداع کرد، او آن را به خوبی با «بوم‌شناسی کم‌عمق» مقایسه کرد که به دلیل نگرش [فایده‌گرایی] و انسان‌محوری آن به طبیعت و دیدگاه ماده‌باوری اقتصادی و مصرف‌گرایی از آن انتقاد کرد. ویلیام دی. گری با توصیف «هدف اصلی» آن «سلامت و ثروت مردم در کشورهای توسعه یافته» است. او به دنبال یک دیدگاه «کم عمق» توسعه یافته است. بوم شناسان عمیق خاطرنشان می‌کنند، با این حال، «اکولوژی کم عمق» (حفاظت از مدیریت منابع) نتیجه معکوس دارد، زیرا عمدتاً در خدمت حمایت از سرمایه‌داری است، ابزاری که تمدن صنعتی از طریق آن زیست کره را از بین می‌برد؛ بنابراین دیدگاه اکو محور تنها در ساختارها و ایدئولوژی تمدن «ناامید» می‌شود. با این حال، در خارج از آن، یک جهان بینی غیرانسان محور بیشتر فرهنگ‌های «اولیه» را از زمان‌های بسیار قدیم مشخص کرده است، و در واقع، در بسیاری از گروه‌های بومی تا انقلاب صنعتی و پس از آن به دست آمده است. برخی از فرهنگ‌ها هنوز این دیدگاه را دارند. به این ترتیب، روایت بوم‌محور با انسان‌ها بیگانه نیست و ممکن است به عنوان اخلاق «هنجاری» در تکامل انسان دیده شود.: 97  دیدگاه گری نمایانگر گفتمان «اصلاح طلب» که بوم‌شناسی عمیق از ابتدا آن را رد کرده است.: 52 

### انسان‌دوستی
بوم‌شناس اجتماعی ماری بوکچین بوم‌شناسی عمیق را به عنوان مردم‌ستیزی تفسیر کرد که تا حدی به دلیل توصیف انسانیت توسط دیوید فورمن، از گروه حامی محیط‌زیست اول زمین! است. «هجوم پاتولوژیک به زمین». بوکچین اشاره می‌کند که برخی مانند فورمن از اقدامات ضد بشری مانند سازماندهی نسل‌کشی سریع اکثر بشریت دفاع می‌کنند. در پاسخ، بوم شناسان عمیق استدلال کرده‌اند که بیانیه فورمن با روایت اصلی اکولوژی عمیق در تضاد است. که اولین اصل آن بر ارزش ذاتی زندگی غیرانسانی و انسانی تأکید دارد. آرن نس کاهش آهسته جمعیت انسان را در یک دوره طولانی پیشنهاد کرد، نه نسل‌کشی.
دومین انتقاد عمده بوکچین این است که اکولوژی عمیق نمی‌تواند بحران‌های زیست‌محیطی را با اقتدارگرایی و سلسله‌مراتب مرتبط کند. او پیشنهاد می‌کند که اکولوژیست‌های عمیق قادر به تشخیص پتانسیل انسان برای حل مسائل زیست‌محیطی نیستند. در پاسخ، بوم شناسان عمیق استدلال کرده‌اند که تمدن صنعتی، با سلسله مراتب طبقاتی خود، تنها منبع بحران اکولوژیکی است.: 18  جهان بینی اکو-محور از پذیرش طبقه اجتماعی یا اقتدار بر اساس موقعیت اجتماعی جلوگیری می‌کند. ایجاد شده توسط تمدن صنعتی تنها راه حل، تخریب خود فرهنگ است.

### علم
دانیل بوتکین نتیجه می‌گیرد که اگرچه اکولوژی عمیق مفروضات فلسفه غرب را به چالش می‌کشد و باید جدی گرفته شود، اما از درک نادرست اطلاعات علمی و نتیجه‌گیری‌های مبتنی بر این سوء تفاهم ناشی می‌شود که به نوبه خود به عنوان توجیه ایدئولوژی آن استفاده می‌شود. با یک ایدئولوژی شروع می‌شود و در کانون توجه سیاسی و اجتماعی است. بوتکین همچنین از اظهارات نس مبنی بر اینکه همه گونه‌ها از نظر اخلاقی برابر هستند و توصیف تحقیر آمیز او از گونه پیشگام انتقاد کرده است. اکولوژیست‌های عمیق با این انتقاد مخالفت می‌کنند و تأکید می‌کنند که توجه به ارزش‌های سیاسی و اجتماعی امری اصلی است، زیرا تخریب تنوع طبیعی مستقیماً از ساختار اجتماعی تمدن نشأت می‌گیرد و نمی‌توان با اصلاحات در داخل آن را متوقف کرد. سیستم. آنها همچنین از کارهای فعالان محیط زیست و فعالانی مانند ریچل کارسون، آلدو لئوپولد، جان لیوینگستون و دیگران به عنوان اثرگذار یاد می‌کنند و گهگاه از این موضوع انتقاد می‌کنند. روشی که از علم بوم‌شناسی سوء استفاده شده است.

### آرمان‌گرایی
منتقد محیط زیست جاناتان بیت بوم‌شناسان عمیق را «آرمان شهر» نامیده است، و اشاره می‌کند که «آرمانشهر» در واقع به معنای «هیچ جا» است و به نقل از ژان-ژاک روسو ادعا می‌کند که «وضعیت طبیعت دیگر وجود ندارد». و شاید هرگز انجام نداده و احتمالاً هرگز نخواهد کرد." بیت می‌پرسد چگونه یک سیاره مملو از شهرها شده است؟
ممکن است به حالت طبیعی برگردد؟ و … چه کسی می‌خواهد آن را به آنجا برگرداند؟ … زندگی در طبیعت، توماس هابز خوانندگان را به یاد "لویاتان (کتاب)" در سال ۱۶۵۰، منزوی، فقیر، جاهل، وحشی و کوتاه است. شاید لازم باشد ارزش‌های روشنگری را نقد کنیم، اما رد کلی روشنگری به معنای رد عدالت، آزادی سیاسی و نوع دوستی است.
انتقاد بیتس تا حدی بر این ایده استوار است که تمدن صنعتی و تکنیک‌هایی که به آن وابسته است، خود «طبیعی» هستند، زیرا توسط انسان ساخته شده‌اند. اکولوژیست‌های عمیق نشان داده‌اند که مفهوم «طبیعی» بودن تکنیک‌ها و بنابراین «از لحاظ اخلاقی خنثی» یک توهم تمدن صنعتی است: برای مثال، هیچ چیز «خنثی» در مورد سلاح‌های هسته‌ای وجود ندارد که تنها هدف آن تخریب در مقیاس بزرگ است. مورخ لوئیس مامفورد، فناوری را به تکنیک‌های «دموکراتیک» و «اقتدارگرا» تقسیم می‌کند («تکنیک» شامل هر دو جنبه فنی و فرهنگی فناوری است). در حالی که تکنیک‌های «دموکراتیک»، در دسترس جوامع کوچک، ممکن است خنثی باشند، تکنیک‌های «اقتدارگرا» که فقط برای جوامع در مقیاس بزرگ، سلسله مراتبی، اقتدارگرا در دسترس هستند، چنین نیستند. چنین تکنیک‌هایی نه تنها ناپایدار هستند، بلکه «قتل‌های سیاره‌ای را پیش می‌برند». آنها باید فوراً رها شوند، همان‌طور که توسط نقطه شماره ۶ پلت فرم اکولوژی عمیق پشتیبانی می‌شود.
«پیتر وولبن» با اشاره به درجه طبیعی بودن مناظر در انقلاب کشاورزی، حدود ۸۰۰۰ سال قبل از میلاد، یک خط زمانی (تقریباً معادل توسعه تکنیک‌های اقتدارگرایانه مامفورد) ترسیم می‌کند. زمانی که روش‌های کشاورزی انتخابی شروع به تغییر دادن گونه‌ها کرد. همچنین این زمانی است که چشم‌انداز عمداً به اکوسیستمی تبدیل شد که کاملاً به نیازهای انسان اختصاص داده شده است.
در مورد اظهارات هابز در مورد «وضعیت طبیعت»، بوم شناسان عمیق و دیگران اظهار داشته‌اند که این اظهارات نادرست است و صرفاً برای مشروعیت بخشیدن به ایده یک «قرارداد اجتماعی» فرضی ساخته شده است که به موجب آن برخی از انسان‌ها تابع دیگران هستند. هیچ مدرکی وجود ندارد که نشان دهد اعضای جوامع اولیه که از «تکنیک‌های دموکراتیک» استفاده می‌کردند، عمر کوتاه‌تری نسبت به جوامع تمدنی داشتند (حداقل قبل از قرن بیستم). زندگی آنها برعکس زندگی انفرادی بود، زیرا آنها در جوامع نزدیک به هم زندگی می‌کردند، و در حالی که «فقر» یک رابطه اجتماعی است که در فرهنگ‌های مشترک وجود ندارد، «جاهل» و «بی رحم» هر دو با اصطلاح «وحشی» برابر است. استعمار مردمان اولیه، با اشاره به عدم وجود تکنیک‌های استبدادی در فرهنگ‌های خود. عدالت، آزادی سیاسی و نوع دوستی به جای تمدن که توسط سلسله مراتب طبقاتی تعریف شده و بنابر این تعریف ناعادلانه، غیراخلاقی و فاقد نوع دوستی است، مشخصه جوامع اولیه برابری طلب است.

## پیوند با دیگر فلسفه‌ها
آرنه نس اظهار داشت که تأثیر اصلی فلسفی بر زندگی و کار او اسپینوزا بوده است. وقتی هفده ساله بودم، «اخلاق» اسپینوزا را خواندم، او گفت: «من از دیدگاه [او] نسبت به ماهیت یا ذات انسان الهام گرفتم: ذات یا ماهیت ما به گونه ای است که از لذت دیگران خشنود می‌شویم و از غم دیگران ناراحت می‌شویم. مهربانی و عشق طبیعت ما را فعال می‌کند. بهتر از همه، آنها همه جنبه‌های خودمان را فعال می‌کنند.
پیتر سینگر انسان محوری را نقد می‌کند و از حقوق دادن به حیوانات دفاع می‌کند. با این حال، سینگر با اعتقاد اکولوژی عمیق به ارزش ذاتی طبیعت جدا از مسائل مربوط به رنج مخالف است. زیمرمن اکولوژی عمیق را با فمینیسم و جنبش حقوق مدنی سیاه‌پوستان آمریکا (۶۸–۱۹۵۵) هم گروه می‌کند. نلسون آن را با بوم‌فمینیسم پیوندها با حقوق حیوانات شاید قوی‌ترین باشد، زیرا "طرفداران چنین ایده‌هایی استدلال می‌کنند که "تمام زندگی دارای ارزش ذاتی است.
دیوید فورمن، یکی از بنیانگذاران جنبش رادیکال اکشن مستقیم زمین، اول!، گفته است که او مدافع اکولوژی عمیق است. در یک نقطه آرن نس همچنین زمانی که خود را به صخره‌ها در مقابل آبشار ماردولافوسن، آبشاری در نروژی آبدره در اعتراض موفقیت‌آمیز به ساخت یک سد به صخره‌ها زنجیر کرد و وارد عمل شد.
برخی این جنبش را به آنارشیسم سبز مرتبط می‌دانند که در مجموعه‌ای از مقالات با عنوان «بوم‌شناسی عمیق و آنارشیسم» نشان داده شده است.
هستی‌شناس شی‌گرا، تیموتی مورتون ایده‌های مشابهی را در کتاب‌های «اکولوژی بدون طبیعت: بازاندیشی زیبایی‌شناسی محیطی» (۲۰۰۹) و «اکولوژی تاریک: برای یک منطق» بررسی کرده است.

## حامیان برجسته اکولوژی عمیق
- دیوید آبرام
- مایکل اشر (کاوشگر)
- توماس بری
- وندل بری
- لئوناردو باف
- فریجوف کاپرا
- مایکل داود
- چارلز آیزنشتاین
- ویوین النتا
- دیوید فورمن
- وارویک فاکس
- چلیس گلندینینگ
- ادوارد گلداسمیت
- جان مایکل گریر
- فلیکس گاتاری
- پل هاوکن
- مارتین هایدگر
- جولیا باترفلای هیل
- دریک جنسن
- لیر کیت
- پل کینگز نورث
- برنی کراوز
- ساتیش کومار
- دولورس لاشاپل
- گیلبرت لافرنیر
- پنتی لینکلا
- جوانا میسی
- جری مندر
- فریا ماتیوس
- دبلیو. اس. مروین
- سرجیو روستی موروسینی
- پیتر نیومن (دانشمند محیط زیست)
- هلنا نوربرگ هاج
- دیوید اورتون
- ول پلوموود
- تئودور روزاک
- النا شاروکینا
- پل شپرد
- گری اسنایدر
- تیموتی اسپریگ
- ریچارد سیلوان
- داگلاس تامپکینز
- رابین وال کیمرر
- اوبرون زل-راونهارت
- جان زرزن